# Xanthia cerago
Xanthia cerago är en fjärilsart som beskrevs av Jacob Hübner. Xanthia cerago ingår i släktet Xanthia och familjen nattflyn. Inga underarter finns listade i Catalogue of Life.